# Historisch gedenkboek der herstelling van Neêrlands onafhankelijkheid in 1813

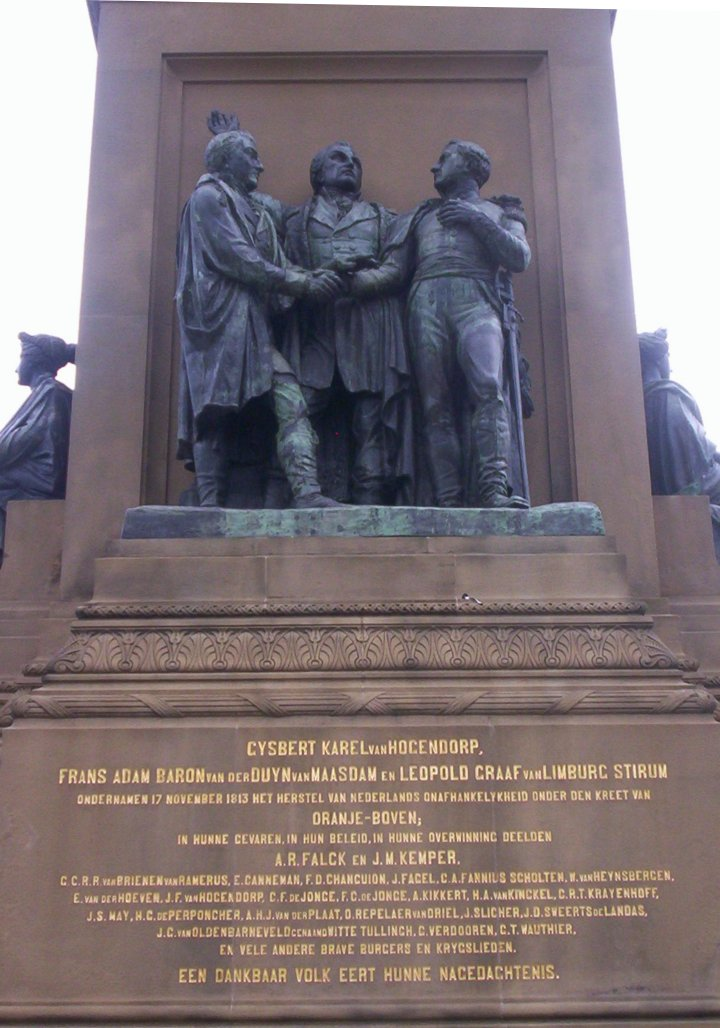
Het Driemanschap van 1813: Gijsbert Karel van Hogendorp, Frans Adam van der Duyn van Maasdam en Leopold van Limburg Stirum op het monument op Plein 1813 te Den Haag

Het Historisch gedenkboek der herstelling van Neêrlands onafhankelijkheid in 1813 is een gedenkboek dat verscheen ter gelegenheid van de viering van 100 jaar onafhankelijkheid van Nederland.

## Geschiedenis
Op 17 november 1813 werd in Den Haag onder leiding van het Driemanschap van 1813 de Oranjevlag van het Haagse stadhuis gestoken en begon de omwenteling tegen de Franse overheersers. Op 21 november 1813 proclameerde het driemanschap dat "alle landgenoten worden ontslagen van hun eed van trouw aan de Keizer der Fransen" en riep het driemanschap het Soeverein Vorstendom der Verenigde Nederlanden uit. Op 30 november 1813 zette de erfprins Willem van Oranje-Nassau voet aan wal, op 1 december riepen de commissarissen-generaal van Algemeen bestuur Willem I tot "Souvereine-Vorst van Nederland" uit welk ambt Willem op 2 december bij proclamatie aanvaardde waarmee de onafhankelijkheid van het moderne Nederland een feit was.
In november 1910 had de Commissie voor geschied- en oudheidkunde van de Maatschappij der Nederlandse Letterkunde besloten om ter gelegenheid van het vieren van die 100-jarige onafhankelijkheid een historisch gedenkboek uit te geven tegen 1913. Een commissie voor die uitgave stond onder leiding van de gepensioneerde luitenant-generaal G.J.W. Koolemans Beijnen (1848-1928) die de voorrede tot de uitgave dateerde met 11 oktober 1912.

### Inhoud
Het gedenkboek verscheen in 4 delen; het vijfde deel is een personenregister op de eerste vier delen. Het werd voorafgegaan door enkele algemene hoofdstukken. De geschiedenis van de omwenteling werd beschreven door de Leidse hoogleraar P.J. Blok, de diplomatieke geschiedenis der herstelling door diens collega Th. Bussemaker terwijl de militaire geschiedenis werd beschreven door Koolemans Beijnen. De algemene inleiding werd afgesloten met een portret van Gijsbert Karel van Hogendorp door Tweede Kamerlid W.H. de Beaufort (1845-1918).
De algemene inleiding werd gevolgd door de beschrijving van de omwenteling in de verschillende provincies en hun belangrijkste steden. Voor die hoofdstukken waren vele schrijvers aangezocht, velen zijnde lokale archivarissen of historici. Speciale aandacht werd geschonken aan de gebeurtenissen in Amsterdam en 's-Gravenhage.
De illustraties werden gekozen onder leiding van mr. N. Beets (1878-1963), onderdirecteur van het Rijksprentenkabinet.

### Uitgave
De delen verschenen in 1912 en 1913 bij uitgeverij De erven F. Bohn te Haarlem. Naast de gewone uitgave bestond er een luxe-editie: "Van dit werk zijn gedrukt vijf en twintig genummerde exemplaren op geschept Hollandsch papier".